# Vegautställningen

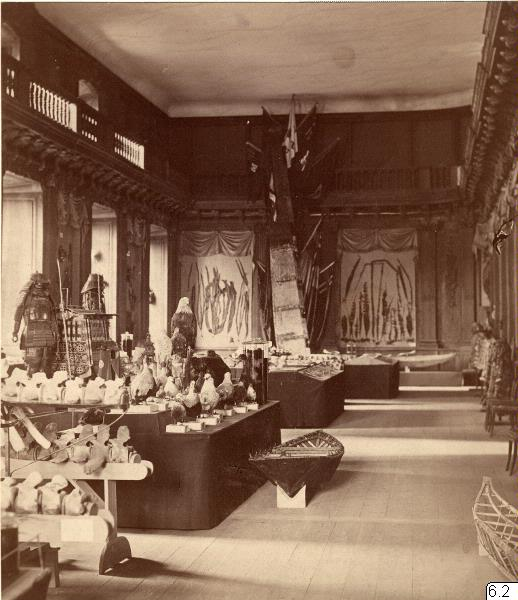
Interiör från Vegautställningen på Stockholms slott 1880, föremål från Vegaexpeditionen 006.0002

Vegautställningen var en publik utställning som arrangerades i Kungliga bibliotekets gamla lokaler, i nordöstra flygeln på Slottet i Stockholm 1880.  

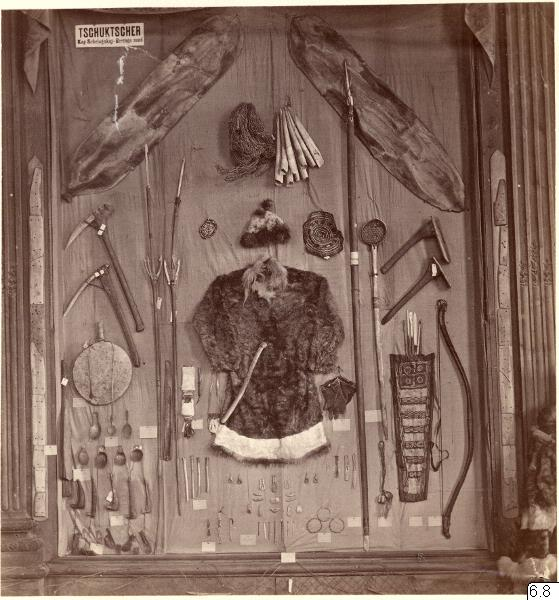
Interiör från Vegautställningen på Stockholms slott 1880, tjuktjiska föremål från Vegaexpeditionen (0006.0008)

Det publiken här fick se var föremål som förts hem av Adolf Erik Nordenskiöld från Vegaexpeditionen 1878-1880. Expeditionen blev den första europeiska att ta sig igenom nordostpassagen och hyllades vid den triumfatoriska hemkomsten i april 1880 av i stort sett hela Sverige. Under resan samlade forskarna på Vega unikt etnologiskt material  från de länder och folk de mötte på sin resa. Och bara några månader efter hemkomsten, i början av juli samma år, kunde stockholmarna ta del av ett urval föremål från polartrakterna (Alaska, Grönland och Sibirien), men också Kina, Japan, Indonesien och Sri Lanka. Det som visades var både jakt- och fiskeredskap, vapen och husgeråd, kläder, smycken och kultföremål. 
Föremål och fotografier från Vega-expeditionen förvaltas idag av Statens museer för världskultur.